# Park Krajobrazowy im. gen. Dezyderego Chłapowskiego
Park Krajobrazowy im. gen. Dezyderego Chłapowskiego – park krajobrazowy na terenie województwa wielkopolskiego, leżący na pograniczu dwóch powiatów: kościańskiego i śremskiego. Obejmuje wieś Turew oraz kilkanaście sąsiednich miejscowości. Park ma powierzchnię 17 323,21 ha i został utworzony w 1992. Patronem parku jest Dezydery Chłapowski – polski generał, działacz gospodarczy, prekursor pracy organicznej.

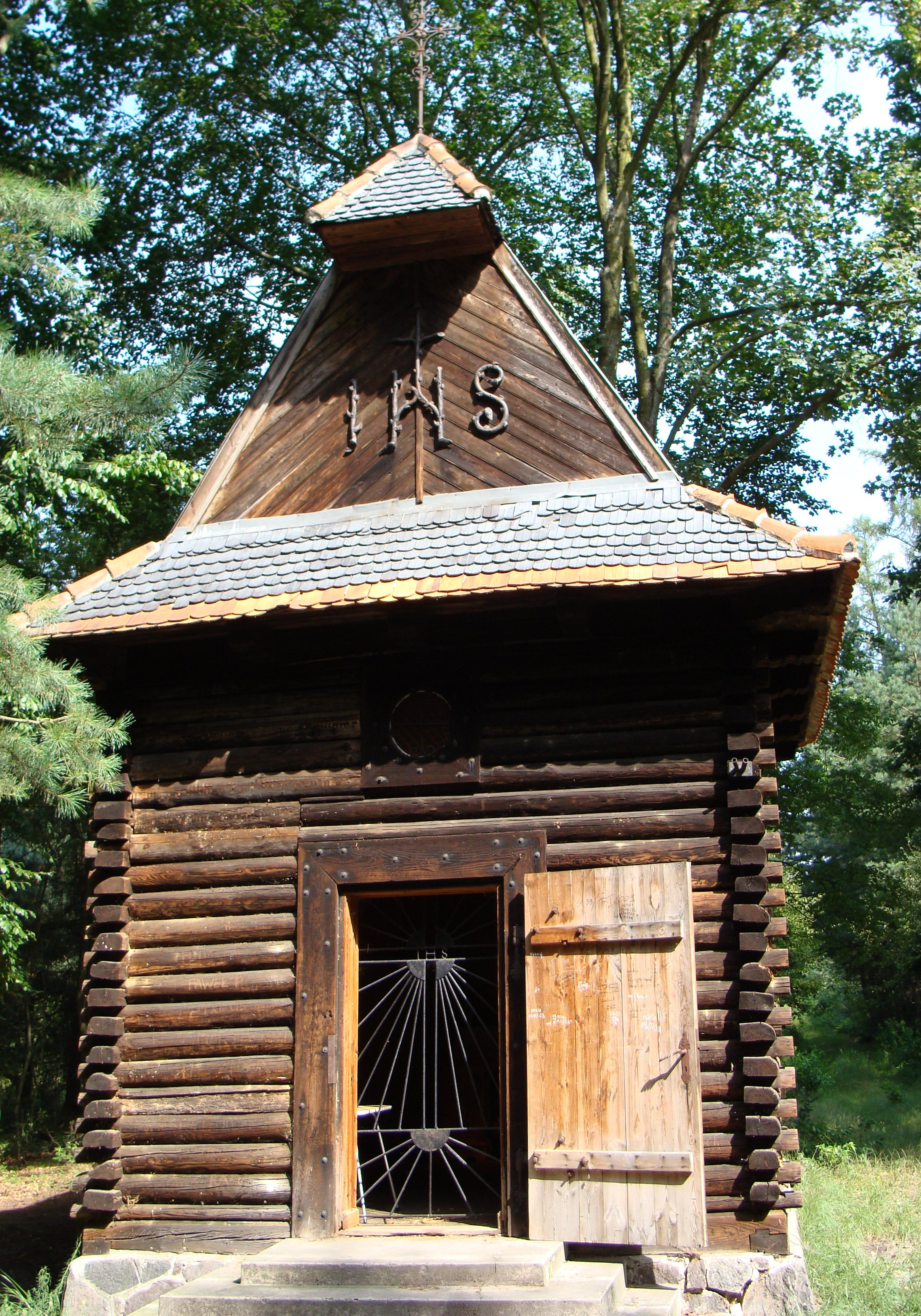
Stylizowana na styl zakopiański kapliczka leśna z roku 1910

Teren parku stanowią: pola uprawne (65%), użytki zielone (8,5%) oraz lasy (14,7%). Głównymi celami parku są: ochrona rzadkiego w skali kontynentu krajobrazu kulturowego oraz realizacja nowoczesnego rolnictwa na ekologicznych zasadach funkcjonowania przyrody.
Obszar parku wyróżnia bogata fauna i flora; cechuje go także specyficzny mikroklimat. Największym kompleksem leśnym jest Las Rąbiński. Tereny parku obejmują unikatowy w skali kraju krajobraz rolniczy z siecią zadrzewień śródpolnych, stworzoną jeszcze za czasów generała Chłapowskiego. Od kilkudziesięciu lat teren ten jest miejscem badawczym, na którym wypracowywane są podstawy funkcjonowania ekosystemów krajobrazu rolniczego oraz zasady ochrony środowiska przyrodniczego. Badania te prowadzone są przez Instytut Środowiska Rolniczego i Leśnego PAN. Od powstania parku jego krajobraz jest wzbogacany przez nowe zalesienia, zwłaszcza przy drogach lokalnych oraz restytucję dawno zanikłych oczek wodnych. Na terenie parku żyje obecnie około 270 gatunków roślin i 43 gatunki motyli. Stwierdzono tu występowanie rzadkiego w Polsce gatunku pszczoły – porobnicy murarki (Anthophora plagiata), jak również nowego dla fauny polskiej, trzpiennika Tremex magus. Występuje tutaj także: bóbr europejski, wydra, łoś, daniel oraz jenot.
Przez teren parku przebiegają piesze szlaki turystyczne:
- czarny: Kościan – Gryżyna – Kopaszewo – Rąbiń
- zielony: Kościan – Racot – Gryżyna – Nowy Dębiec – Osiek – Choryń – Turew – Kopaszewo – Książ Wielkopolski